# Théâtre national de Somalie
Pour les articles homonymes, voir Théâtre national.
المسرح الوطني

Le théâtre national de Somalie (écrit sur le fronton en anglais : The National Theatre, en arabe : المسرح الوطني — almasrah alwataniu — et en Italien: Il Teatro Nazionale) est le théâtre principal de Mogadiscio, en Somalie. Construit en 1967, il est fermé de 1991 à 2012 à cause de la guerre civile somalienne.

## Histoire
Construit en 1967 par des architectes chinois, le théâtre est un don de Mao Zédong à la Somalie,.
En 1991, le théâtre fut fermé au début de la guerre civile. Les différentes phases de la guerre et notamment la présence d'Harakat al-Shabab al-Mujahedin dans la capitale ont empêché toutes activités. Ce n'est qu'en 2012 que les conditions favorables sont réunies pour rouvrir le théâtre,,. La présence djihadiste étant toujours présente en Somalie, le théâtre est la cible d'un attentat-suicide ayant pour but de tuer le premier ministre somalien, dix personnes sont tuées.

### Projet de sauvegarde
Dans le cadre d'un projet de sauvegarde digitale du patrimoine somali, des étudiants en architecture venant de Somalie et basés aux États-Unis, en Italie et au Royaume-Uni ont reproduit le Théâtre national afin de le protéger de la mémoire et de la guerre civile.